# Julbach
Julbach é um município da Alemanha, situado no distrito de Rottal-Inn, no estado da Baviera. Tem 11,27 km² de área, e sua população em 2019 foi estimada em 2.392 habitantes.